# Johanna Hald
Brita Margareta Johanna Hald (* 20. července 1945 , Stockholm) je švédská režisérka, fotografka a scenáristka.

## Vybraná filmografie
- 1986 – Love Me! (scenáristka)
- 1988 – Hoppa högst, švédský krátký film na základě příběhu z knihy Kajsa Nebojsa (režisérka)
- 1990 – Black Jack (scenáristka)
- 1990 – Pelle flyttar till Komfusenbo (scenáristka a režisérka)
- 1992–93 – Lotta på Bråkmakargatan (Lotta z Rošťácké uličky, scenáristka a režisérka)[2]
- 1996 – Kalle Blomkvist – Mästerdetektiven lever farligt (scenáristka)
- 1998 – Under solen (scenáristka)
- 2001 – Sprängaren (scenáristka)
- 2003 – Paradiset (scenáristka)